# Isthmohyla
Isthmohyla – rodzaj płazów bezogonowych z podrodziny Hylinae w rodzinie rzekotkowatych (Hylidae).

## Zasięg występowania
Rodzaj obejmuje gatunki występujące w Hondurasie, Kostaryce i Panamie.

## Systematyka

### Etymologia
Isthmohyla: gr. ισθμος isthmos „przesmyk”; rodzaj Hyla Laurenti, 1768.

### Podział systematyczny
Do rodzaju należą następujące gatunki:
- Isthmohyla angustilineata (Taylor, 1952)
- Isthmohyla calypsa (Lips, 1996)
- Isthmohyla debilis (Taylor, 1952)
- Isthmohyla graceae (Myers & Duellman, 1982)
- Isthmohyla infucata (Duellman, 1968)
- Isthmohyla lancasteri (Barbour, 1928)
- Isthmohyla picadoi (Dunn, 1937)
- Isthmohyla pictipes (Cope, 1875)
- Isthmohyla pseudopuma (Günther, 1901)
- Isthmohyla rivularis (Taylor, 1952)
- Isthmohyla tica (Starrett, 1966)
- Isthmohyla xanthosticta (Duellman, 1968)
- Isthmohyla zeteki (Gaige, 1929)